# Mesochorus uniformis
Mesochorus uniformis là một loài tò vò trong họ Ichneumonidae.